# Baile Bhuirne
Baile Bhuirne (Engels: Ballyvourney) is een plaats in het Ierse graafschap Cork. De plaats bevindt zich in de Gaeltacht.